# Uchoa (kommun)
Uchoa är en kommun i Brasilien.   Den ligger i delstaten São Paulo, i den sydöstra delen av landet, 600 km söder om huvudstaden Brasília. Antalet invånare är 9 475.
Följande samhällen finns i Uchoa:
- Uchoa

Omgivningarna runt Uchoa är en mosaik av jordbruksmark och naturlig växtlighet. Runt Uchoa är det ganska glesbefolkat, med 30 invånare per kvadratkilometer.